# La Nueva Joya
La Nueva Joya är en ort i Mexiko.   Den ligger i kommunen Huimilpan och delstaten Querétaro Arteaga, i den centrala delen av landet, 170 km nordväst om huvudstaden Mexico City. La Nueva Joya ligger 2 178 meter över havet och antalet invånare är 224.
Terrängen runt La Nueva Joya är kuperad åt sydost, men åt nordväst är den platt. Runt La Nueva Joya är det ganska tätbefolkat, med 104 invånare per kvadratkilometer. Närmaste större samhälle är Huimilpan, 12,9 km öster om La Nueva Joya. Trakten runt La Nueva Joya består till största delen av jordbruksmark.